# Can Cortada (Borrassà)
|  | Per a altres significats, vegeu «Can Cortada (desambiguació)». |

Can Cortada és una casa de Borrassà (Alt Empordà) inclosa a l'Inventari del Patrimoni Arquitectònic de Catalunya.

## Descripció
Casal amb teulada a dues aigües situat en un petit turó. Està envoltat per una paret de tanca que s'obre en un portal, l'arc del qual rebaixat lleugerament, és de pedra sorrenca, de tan sols uatre peces. A la dovella clau de l portal trobem inscrita la data 1760, època en què probablement es conbstruí el portal.
Consta d'un baix destinat a quadres i s'accedeix a la planta per una escala de carreus de pedra. Del pis destaca l'enorme sala distribuïdora d'espai; fins fa poc la coberta i el bigam consistia en un tirada doble sobre una jàssera central que anava de banda a banda de la sala, sense cap estintol central.
Al cos central s'hi afegiren pallers i d'altres cossos fins al punt que la porta d'accés principal ara és lateral, passant per una eixida.
Hi ha tres obertures a la façana i la porta que dona accés a l'eixida destaca pel ràfec format per dues fileres de teules i rajols.
L'aparell consisteix en materials força diversos units amb calç, sobretot s'aprecia a la paret de tança, la façana està arrebossada.